# Ford Mustang
 Denne artikel bør gennemlæses af en person med fagkendskab for at sikre den faglige korrekthed.
    Blandt andet infoboksen

Ford Mustang er en amerikansk bil. Den første model blev lanceret i 1964. På trods af mange år med primært meget "amputerede" modeller − bl.a. på grund af den første generations noget feminine udtryk og små motorer, og senere oliekrisen i 1970'erne − overlevede den, og modellen eksisterer stadig den dag i dag.
Da bilen blev lanceret i 1964, var det som hardtop (også kaldet coupé) og convertible. Hardtop-modellen havde et normalt firkantet tag, mens convertible var uden tag. I 1965 kom endnu en karroseriversion til, nemlig fastback (2+2). Denne udgave havde skråt tag, og Mustangen blev for alvor en sportslig bil, også kaldt "Muscle car". Det er blandt bilentusiaster omdiskuteret, hvorvidt Mustangen lever op til denne titel.
Mustangen har i alle årgangene kunnet leveres med V8-motor på nær 1974, hvor bilen også blev rippet for brutaliteten.
Som med de fleste amerikanerbiler blev Mustangen også ændret fra år til år. Den første store ændring var i 1967, hvor Mustangen blev større og med et lidt andet design. I 1969 fik bilen endnu et facelift, som med en anden front og bagende gik videre i 1970. '71-73 årgangene var meget anderledes. Mustangen var blevet meget større, og havde et markant anderledes design. I disse årgange gik man også højere op i luksus.
Oliekrisen i starten af 70'erne tog hårdt på de amerikanske biler, og Mustangen var bestemt ikke en undtagelse. Efter 1974 var bilen en lille sportscoupe med meget mindre motorer. Mange vil nok hævde, at Mustangen først med den nye 2005 model lever op til sit oprindelige navn, men endnu flere vil hævde, at med 30 års jubilæumsmodellen 1994 blev den for alvor genfødt – det vidner nutidens store Mustang træf i USA klart om – her er det ofte således at halvdelen af de udstillede Mustang nu er fra 1994 og op – selv her i 2007 udstiller man sågar de tidligste 2008 modeller, mange er ofte 'customized' – dvs ejeren har bygget videre på bilen, og det er netop en af forklaringerne på den popularitet Mustangen har haft – man kan få mange tunings- og stylingsdele – de fleste billige i forhold til hvad sådan noget ellers koster.
Ford Mustang har i mange år været et amerikansk ikon, en måde at udleve den amerikanske drøm. Bilen har været med i utallige film, bl.a Bullitt fra 1968. Her styrer Steve McQueen en mørkegrøn 68 Mustang GT390 Fastback gennem San Franciscos gader.
Ford Mustangen er − modsat hvad mange tror − ikke den bil der startede trenden med de såkaldte "Muskelbiler", eller Muscle Cars. Det er dog den første bil der kan kalde sig en "Pony Car". Dette skylde bl.a., at bilen i mange år ikke havde de samme præstationsevner som konkurrenterne. Især i de tidlige år var udtrykket "Pony Car" mest brugt nedsættende om den. I sammenligning med biler som Chevrolet Chevelle, Pontiac LeMans og GTO, Dodge Charger og Challenger etc. var bilen både lille og langsom. 
V8-motorerne var små i sammenligning, og den første generation fra 1964 til 1966 er i dag kendt som "The Girls Mustang", eller Pigernes Mustang. Da Chrysler og Chevrolet senere debuterede deres versioner af en Pony Car, altså en mere kompakt Muscle Car, var disse også udstyret med noget større og kraftigere motorer. Disse modeller bestod først og fremmest af Chevrolet Camaro og Dodge Challenger.

## Eksterne links
- Wikimedia Commons har flere filer relateret til Ford Mustang
- Hjemmeside hos Ford.com (engelsk)
- "History of the Ford T5" fra Fordt5.com via Archive.org
- Den danske Mustangklub Arkiveret 16. april 2012 hos  Wayback Machine

| Stub | Spire Denne bilrelaterede artikel er en spire som bør udbygges. Du er velkommen til at hjælpe Wikipedia ved at udvide den. |